# Thomas Bönders
Thomas Bönders ist ein deutscher Jurist. Er war von Mai 2006 bis zum 19. August 2019 der fünfte Präsident der Hochschule des Bundes für öffentliche Verwaltung mit Hauptsitz in Brühl.

## Leben
Bönders studierte Rechtswissenschaften an der Universität zu Köln von 1972 bis 1978. Er schloss das Studium mit der Ersten Prüfung ab. Nach dem 2.Staatsexamen 1981 war er in verschiedenen Funktionen im Bundesamt für Verfassungsschutz tätig. Von Januar 1991 bis Mai 2006 war Bönders Abteilungsleiter für Kultur- und Sportförderung des Bundes sowie Abteilungsleiter für Spätaussiedler und deren Belange im Bundesverwaltungsamt. Anschließend übernahm er im Mai 2006 von seinem Vorgänger Olaf Koglin die Leitung über die damalige Fachhochschule des Bundes für öffentliche Verwaltung. 2012 folgte eine zweite Amtszeit. Unter seiner Präsidentschaft wurde die Fachhochschule zum 1. Oktober 2014 in Hochschule des Bundes für öffentliche Verwaltung umbenannt. Am 16. Mai 2018 begann Bönders dritte Amtszeit.
Bönders trat mit Ablauf des 31. Oktober 2019 in den Ruhestand. Bönders lehrt jedoch immer noch an der Hochschule des Bundes in jura-nahen Fächern (Beamtenrecht,Polizeirecht,Staatsrecht). Er ist außerdem ehrenamtlicher Richter beim Landesarbeitsgericht Köln sowie bis heute in der juristischen Referendarausbildung tätig. Sein regulärer Nachfolger, Benjamin Limbach, trat sein Amt am 18. Mai 2020 an.
Von 1991 bis 2022 war Bönders Vorsitzendes Mitglied beim Landesjustizprüfungsamt (2. Staatsexamen)für Strafrecht und öffentliches Recht; von 2000 bis 2022 war er in gleicher Funktion beim Justizprüfungsamt beim OLG Köln (1. Staatsexamen) eingesetzt.